# Джериньш, Андрис
А́ндрис Дже́риньш (латыш. Andris Džeriņš; род. 14 февраля 1988, Екабпилс) — латвийский хоккеист, центральный нападающий. В настоящее время является игроком датского клуба «Хернинг Блю Фокс».

## Карьера
Андрис Джериньш начал свою профессиональную карьеру в 2004 году в составе ХК «Рига 2000». Последующие два сезона провел в молодёжных лигах Швеции и Финляндии, после чего решил продолжить свою карьеру за океаном в Хоккейной лиге Онтарио. Параллельно Андрис выступал за молодёжные сборные своей страны, сначала 18-ти, а затем и до 20-ти лет. В 2009 году Джериньш возвращается в Латвию, где начинает играть за клуб КХЛ «Динамо» (Рига). 23 февраля 2016 года клуб расторг с ним контракт, который заканчивался в 2017 году.

### Международная
Неоднократно призывался в ряды основной национальной команды: участник Чемпионатов мира 2010, 2011 и 2012 годов.

## Достижения
- Обладатель Кубка Надежды 2013 года в составе «Динамо Рига».

## Статистика выступлений
Последнее обновление: 19 июля 2012 года
|             |                     |                 | Регулярный сезон | Регулярный сезон | Регулярный сезон | Регулярный сезон | Регулярный сезон | Регулярный сезон | Плей-офф | Плей-офф | Плей-офф | Плей-офф | Плей-офф | Плей-офф |
| Сезон       | Команда             | Лига            | Игр              | Г                | П                | Очк              | +/-              | Штр              | Игр      | Г        | П        | Очк      | +/-      | Штр      |
| ----------- | ------------------- | --------------- | ---------------- | ---------------- | ---------------- | ---------------- | ---------------- | ---------------- | -------- | -------- | -------- | -------- | -------- | -------- |
| 2004/05     | Рига-2000           | Латвийская лига | 17               | 2                | 8                | 10               | --               | 8                | —        | —        | —        | —        | —        | —        |
| 2005/06     | Стоксандс J18       | J18 Allsvenskan | 13               | 6                | 8                | 14               | --               | 10               | —        | —        | —        | —        | —        | —        |
| 2006/07     | Лукко U20           | Jr. A СМ-Лига   | 38               | 9                | 13               | 22               | +3               | 22               | —        | —        | —        | —        | —        | —        |
| 2007/08     | Кингстон Фронтенакс | OHL             | 61               | 20               | 30               | 50               | --               | 44               | —        | —        | —        | —        | —        | —        |
| 2008/09     | Кингстон Фронтенакс | OHL             | 65               | 21               | 27               | 48               | --               | 33               | —        | —        | —        | —        | —        | —        |
| 2009/10     | Динамо Рига         | КХЛ             | 17               | 0                | 0                | 0                | -4               | 0                | —        | —        | —        | —        | —        | —        |
| 2009/10     | Динамо-Юниорс       | Б. экстралига   | 14               | 3                | 7                | 10               | --               | 2                | —        | —        | —        | —        | —        | —        |
| 2010/11     | Динамо Рига         | КХЛ             | 32               | 3                | 2                | 5                | -4               | 8                | 6        | 1        | 0        | 1        | 0        | 0        |
| 2011/12     | Динамо Рига         | КХЛ             | 9                | 0                | 0                | 0                | -2               | 0                | —        | —        | —        | —        | —        | —        |
| 2012/13     | Динамо Рига         | КХЛ             | —                | —                | —                | —                | —                | —                | —        | —        | —        | —        | —        | —        |
| Всего в КХЛ | Всего в КХЛ         | Всего в КХЛ     | 58               | 3                | 2                | 5                | -10              | 8                | 6        | 1        | 0        | 1        | 0        | 0        |

### Международная
| Турнир        | Место | Игр | Г | П | Очк | +/- | Штр |
| ------------- | ----- | --- | - | - | --- | --- | --- |
| ЮЧМ-2005 (Д1) | 2     | 5   | 0 | 0 | 0   | +1  | 2   |
| ЮЧМ-2006 (Д1) | 1     | 5   | 6 | 7 | 13  | +11 | 4   |
| МЧМ-2007 (Д1) | 2     | 5   | 6 | 3 | 9   | +2  | 0   |
| МЧМ-2008 (Д1) | 1     | 5   | 4 | 2 | 6   | +3  | 2   |
| ЧМ-2010       | 11    | 6   | 0 | 1 | 1   | -4  | 4   |
| ЧМ-2011       | 13    | 6   | 0 | 5 | 5   | -1  | 2   |
| ЧМ-2012       | 10    | 4   | 0 | 0 | 0   | 0   | 4   |